# Bartels-Langness

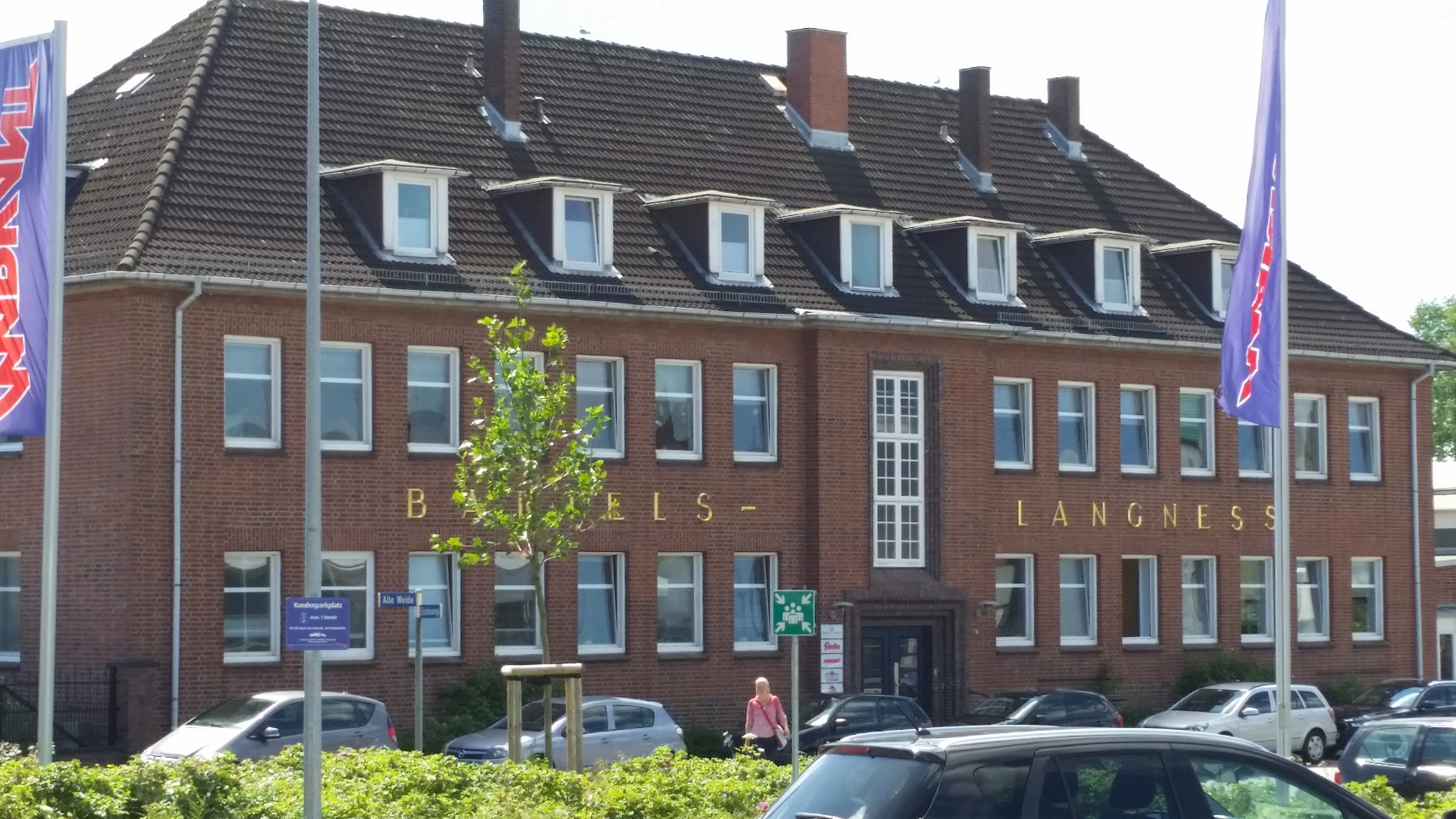
Hauptsitz von Bartels-Langness

Die Bartels-Langness Handelsgesellschaft mbH & Co. KG, kurz auch Bela, ist ein deutsches Großhandelsunternehmen mit Hauptsitz in Kiel, dem auch andere Großhandels- und Einzelhandelsunternehmen angehören. Das Unternehmen zählt mit etwa 6,043 Milliarden Euro Jahresumsatz zu den größten Lebensmittelhändlern (Stand 2019) und den letzten großen Mittelständlern der Branche in Deutschland. Das Unternehmen hat etwa 18.000 Mitarbeiter und ist Mitglied im Markant-Verbund.

## Tochtergesellschaften und Beteiligungen
Zur Unternehmensgruppe Bartels-Langness gehören:

### Großhandel
Zentrales Kernelement der Unternehmensgruppe ist die Bartels-Langness Handelsgesellschaft mbH & Co KG als Großhandelsunternehmen, das sowohl die SB-Warenhäuser, Verbraucher- und Supermärkte der Tochterunternehmen beliefert und darüber hinaus auch die selbständigen Einzelhändler unter dem Label „nah und frisch“ sowie „IK – Ihr Kaufmann“, weitere selbständige Einzelhändler, Shop- und Kioskbetreiber sowie einige größere Einzelhandelsunternehmen wie die Konsum Dresden eG. Das Unternehmen besitzt
- Lagerhäuser in Neumünster (40.000 m²; mit FFZ Fleischzentrale), Wittenhagen (26.000 m²) und Gleschendorf (Frischelager mit über 2000 Artikeln im Bereich der Molkereiprodukte und Käsespezialitäten, in Norddeutschland führend, 15.000 m² (seit 2011) ) sowie über 200 eigene Lkw,
- drei bela C+C Abholgroßmärkte (Bela Handels GmbH & Co. KG; Standorte: Rendsburg, Heide (Holstein) und Ottenbüttel),
- Backring Nord E. May GmbH & Co. KG in Bargteheide (Großhandel für Bäckerei- und Eisdielenbedarf),
- Logipet Großhandelsgesellschaft für Heimtierbedarf mbH & Co.in Wahlstedt und
- Anteile an der CITTI GV-Partner Großhandelsgesellschaft mbH (Liefergroßhandel für Großverbraucher und Gastronomie).

### Einzelhandel
- famila (famila-Handelsmarkt Kiel GmbH & Co. KG, unterteilt in regionale Gesellschaften) ist ein Einzelhandelsunternehmen mit 88 SB-Warenhäusern[8] in Schleswig-Holstein, Hamburg, Niedersachsen, Nordrhein-Westfalen, Mecklenburg-Vorpommern und Brandenburg mit etwa 1,3 Milliarden Euro Jahresumsatz (2005) und der bedeutendste Teil der Unternehmensgruppe, daneben zählen die Markant-Märkte in Schleswig-Holstein, Hamburg und Mecklenburg-Vorpommern (Fritz Feldmann GmbH & Co.) zu dieser Sparte.
- Steiskal ist ein Bäckereiunternehmen mit derzeit 61 Bäckerfilialen in und um Kiel (Stand 2020).[9]
- anteilig drei Citti-SB-Warenhäuser (eigentlich Einzelhandel mit sekundärer, begrenzter Großhandelsfunktion) in Kiel, Lübeck und Flensburg.

### Sonstiges
- Beteiligung an „Das Futterhaus“ Franchise GmbH & Co. (Heimtiernahrungs-Discounter; über 200 Standorte in Schleswig-Holstein, Hamburg, Niedersachsen, Berlin, Hessen und Nordrhein-Westfalen; Stand 2010);
- Beteiligung an MCS – Marketing und Convenience-Shop System GmbH, Offenburg, versorgt bundesweit kleinflächige Convenience-Verkaufsstellen (Tankstellen, Kioske u. Ä.);
- P. Schneekloth Söhne GmbH ist ein Weinimporthaus. 1816 gegründet, ist dies das älteste Unternehmen im Verbund. 1950 wurde es durch das Unternehmen Bartels-Langness übernommen. Der bekannte Einkaufsführer „Feinschmecker“ hat die Produkte des Unternehmens P. Schneekloth bereits mehrfach mit dem „F“ für besondere Qualität ausgezeichnet.
- Kieler Spirituosen Manufaktur, eine eigene Spirituosenproduktion („Kieler Sprotte“ Aquavit);
- expert, seit Ende 2013 verfügt der famila-Markt Bielefeld über einen integrierten expert-Technikmarkt, da die Bela eine Partnerschaft mit der Kette eingegangen war.

## Geschichte

Das Logo von Citti

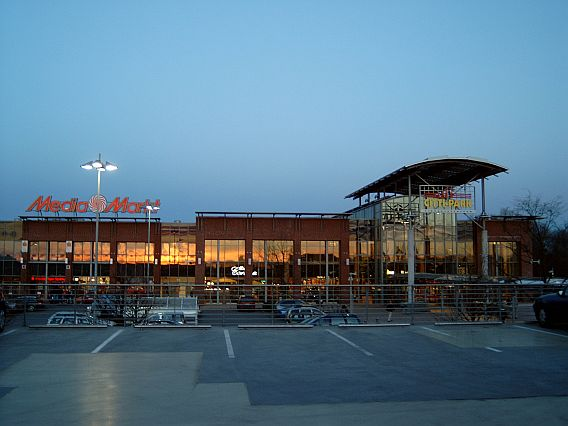
Citti-Park Flensburg im Jahr 2004, vor dem Umbau.

Gegründet wurde das Unternehmen 1892 vom Bäckermeister Hermann D. Langness als Kommissionierungsservice und Großhandel für Bäckereien. 1928 schloss Langness sich mit dem Großhändler Paul Bartels zur Bartels-Langness AG zusammen. Des Weiteren entstand das Unternehmen „Holsteinisches Nudel- und Makkaroniwerk GmbH“, das ab 1930 unter der Firma „Fritz Feldmann“ geführt wurde und im Jahr 2008 30 in Eigenregie geführte Markant-Supermärkte betreute.
1944 schied die Familie Bartels aus der Unternehmensführung aus und übernahm nach Realteilung die Lübecker Konservenfabrik „Paul Erasmi & Co. GmbH“ (heute Erasco). 1950 wurde das 1816 gegründete Weinimporthaus „P. Schneekloth Söhne“ akquiriert. 1954 war „Bela“ einer der Gründer des Unternehmensverbundes „A & O Zentralkontor GmbH“ (heute „Ihre Kette“/Frey & Kissel), ein Vorläuferunternehmen der Markant AG.
1972 gründete Paulsen und Hochfeld sowie die Bartels-Langness GmbH den ersten City Großmarkt in der Landeshauptstadt. Ein Jahr später wurde der C&C-Markt auf dem Gelände, auf dem heute der "CITTI-PARK Kiel" steht, eröffnet.
1974 wurde das erste famila-Warenhaus in Eutin eröffnet. 1982 gehörte „Bartels & Langness“ zu den Gründungsmitgliedern der Einkaufskooperation „BBB & R“, welche heute als Untergruppe unter dem Dach der Markant AG zu den zehn größten Warenabnehmern Deutschlands zählt.
Kurz nach der Wiedervereinigung 1990, gehörten bereits 21 „famila“-Standorte zur Unternehmensgruppe, außerdem nach der Wende erworbene Einzelhandelsflächen in Mecklenburg-Vorpommern. Heute zählen 13 Famila-Warenhäuser in Mecklenburg-Vorpommern und Brandenburg dazu. Bartels-Langness stieg bei „May & Co.“ ein, einem Hamburger Bäckereigroßhandelsunternehmen. Außer in Hamburg besitzt dieser Zweig heute auch Lagerhäuser in Hannover und Wittenhagen.
1995 wurde ein Frischelager für Molkereiprodukte und Käse in Gleschendorf bei Lübeck eröffnet. Zwei Jahre später beteiligte sich Bartels-Langness als Gesellschafter an dem zur Markant AG gehörenden Conveniencestore-Belieferer MCS (u. a. Belieferung von mehr als 250 norddeutschen Tankstellen). 1996 kam die Kieler Bäckereikette Steiskal zur Unternehmensgruppe hinzu.
Seit 1999 hielt die Unternehmensgruppe eine Beteiligung am Heimtierfutter-Discounter Das Futterhaus GmbH & Co. KG, welche zum Teil auf Franchising setzt. Zum 1. Mai 2000 wurden von der Unternehmensgruppe Tengelmann 25 „Magnet“-Märkte in Norddeutschland erworben und bis 2002 zu „famila“ bzw. „Markant“ umbenannt. 2001 stieg Bartels-Langness bei der „Logipet Großhandelsgesellschaft für Heimtierbedarf“ ein. Außerdem wurde zusammen mit der Unternehmensgruppe „Citti“ (Unternehmensverbund „Chefs Culinar“) und „co op“ die „BCC GmbH & Co. KG“ als Joint Venture für den Einkauf von Strom, Fernwärme, Heizöl und Wasser gegründet. Des Weiteren war Bartels-Langness im selben Jahr auch Mitgründer der Handelskooperation „ZOOkonzept GmbH & Co. KG“ für den Heimtiermarkt (beteiligte Unternehmen sind neben Bartels-Langness: Das Futterhaus, Logipet und Sagaflor).
Im April 2002 wurden 10 „Magnet“-Warenhäuser zu „famila“ umfirmiert. Im selben Jahr wurde, bundesweit ein einmaliges Modell, ein Ausbildungsgang zum sogenannten famila-Wirtschaftskaufmann ins Leben gerufen. 2004 wurden die drei Spar-Märkte Eurospar Flensburg, Intermarché Wedel und Intermarché Mölln übernommen und zu famila-Märkten umgerüstet; außerdem wurde der Verkauf von Veranstaltungstickets über CTS eingeführt. 2006 wurde das 80. famila-Warenhaus in Kiel-Neumeimersdorf und 2007 das 81. in Buchholz eröffnet.
2011 übernahm famila zwei weitere Märkte der Ratio GmbH & Co KG in Löhne/Gohfeld und Bielefeld. Der Standort in Löhne wurde 2 Jahre später wieder geschlossen.
2016 übernahm Bartels-Langness im Zuge der Übernahme der coop-Einzelhandelsstandorte in Schleswig-Holstein durch REWE wegen wettbewerbsrechtlicher Bedenken des Kartellamts insgesamt 10 Standorte von coop und REWE. Davon wurden drei zu famila (Husum, Nauen, Ludwigslust), 6 zu Markant und einer zu „nah & frisch“ umfirmiert. 2018 eröffneten 2 neue famila-Warenhäuser in Celle mit Bartels-Langness als Bauherr des Einkaufszentrums „AllerCenter“ am ehemaligen Standort eines real-Warenhauses und Stade.
Durch die Übernahme der Handelsmarke „TiP“ (Toll im Preis) durch die ZHG, welche Teil des Markant-Verbundes ist, änderten die famila-Warenhäuser und Markant-Märkte im Verlauf des ersten Halbjahres 2019 sukzessive verschiedene Hausmarken auf die für das Handelsunternehmen neue Marke. „TiP“ war zuvor als Preiseinstiegsmarke von real bekannt. Im Zuge der real-Zerschlagung wurde der ehemalige Standort in Falkensee übernommen und am 11. Juli 2022 als famila-Warenhaus neueröffnet. Inzwischen wurde TiP durch die Markant-Marke Jeden Tag ersetzt. Die Bela hatte sich zuvor im Jahr 2017 mit verschiedenen Handelsunternehmen, unter anderem real, zur Einkaufsgemeinschaft Retail Trade Group zusammengeschlossen.